# Богатырёвское сельское поселение (Чувашия)
Богатырёвское се́льское поселе́ние — муниципальное образование в Цивильском районе Чувашии Российской Федерации.
Административный центр — село Богатырёво.

## История
Статус и границы сельского поселения установлены Законом Чувашской Республики от 24 ноября 2004 года № 37 «Об установлении границ муниципальных образований Чувашской Республики и наделении их статусом городского, сельского поселения, муниципального района и городского округа».

## Население
| 2010  | 2012  | 2013  | 2014  | 2015  | 2016  | 2017  |
| ----- | ----- | ----- | ----- | ----- | ----- | ----- |
| 1523  | ↗1540 | ↗1546 | ↗1565 | ↘1523 | ↘1498 | ↘1489 |
| 2018  | 2019  | 2020  | 2021  |       |       |       |
| ↘1427 | ↘1370 | ↘1327 | ↘1292 |       |       |       |

## Состав сельского поселения
| №  | Населённый пункт | Тип населённого пункта       | Население |
| -- | ---------------- | ---------------------------- | --------- |
| 1  | Актай            | деревня                      | ↗64       |
| 2  | Богатырёво       | село, административный центр | ↘404      |
| 3  | Большие Тиуши    | деревня                      | ↗107      |
| 4  | Верхние Хыркасы  | деревня                      | ↗174      |
| 5  | Верхняя Шорсирма | деревня                      | ↗77       |
| 6  | Малые Тиуши      | деревня                      | ↗138      |
| 7  | Нижние Хыркасы   | деревня                      | ↗16       |
| 8  | Нижняя Шорсирма  | деревня                      | ↗176      |
| 9  | Сюлескеры        | деревня                      | ↗134      |
| 10 | Топтул           | деревня                      | ↗48       |
| 11 | Унгасемы         | деревня                      | ↗193      |
| 12 | Хорнзор          | деревня                      | ↗134      |
| 13 | Чиршкасы         | деревня                      | ↗87       |
| 14 | Шинары           | деревня                      | ↗7        |

## Инфраструктура
Средняя школа.

## Русская православная церковь
Есть православный храм.

## Люди, связанные с сельским поселением
- Ленский, Леонид Александрович (1937, Большие Тиуши, Цивильский район — 2009, Троице-Сельцы, Московская область) — академик Чувашской академии наук, доктор сельскохозяйственных наук, заслуженный деятель науки РФ. Мемориальная доска на доме в деревне Большие Тиуши, где родился академик, открыта 12 сентября 2014 года по инициативе депутата Госдумы РФ Валентина Шурчанова и Российского государственного агроинженерного университета[15][16].
- Яковлев, Александр Яковлевич (1894, Актай, Ядринский уезд, Казанская губерния — 1948, неизвестно) — советский государственный деятель. Заместитель председателя Совнаркома Чувашской АССР.